# Wendland (Familienname)
Wendland ist ein deutscher Familienname.

## Herkunft und Bedeutung
Wendland ist ein Herkunftsname für Personen, die aus dem Wendland stammen.

## Namensträger
- Agnes Wendland (1891–1946), deutsche Widerstandskämpferin
- Anna Wendland (1866–1955), deutsche Historikerin, Heimatforscherin und Herausgeberin
- Anna Veronika Wendland (* 1966), deutsche Historikerin
- August von Wendland (1806–1884), deutscher Gesandter und Kämmerer
- Dieter Wendland (1950–2024), deutscher Fußballspieler
- Dominik Wendland (* 1991), Comic-Zeichner
- Erich Wendland (1888–1950), deutscher Buchdrucker und Politiker
- Folkwart Wendland (* 1937), deutscher Geologe und Wissenschaftshistoriker
- Folkwin Wendland (1910–2006), deutscher Gärtner, Gartenarchitekt und Gartenhistoriker
- Gerhard Wendland (Maler) (1910–1986), deutscher Maler
- Gerhard Wendland (Schlagersänger) (1916–1996), deutscher Schlagersänger
- Günter Wendland (1931–2003), deutscher Jurist
- Gunther Gerzso Wendland (1915–2000), mexikanischer Maler, Szenenbildner und Kostümbildner
- Hans Wendland (1880–um 1965), deutscher Kunsthändler
- Heide Wendland (* 1924), deutsche Sachbuchautorin
- Heinrich Ludolph Wendland (1791–1869), deutscher Botaniker und Garteninspektor
- Heinz-Dietrich Wendland (1900–1992), deutscher Theologe
- Hermann Wendland (1825–1903), deutscher Botaniker und Gärtner
- Holger Wendland (Künstler) (* 1956), deutscher Künstler, Kurator und Herausgeber
- Holger Wendland (Mathematiker) (* 1968), deutscher Mathematiker
- Horst Wendland (1912–1968), deutscher Nachrichtendienstmitarbeiter
- Jens Wendland (Journalist) (* 1944), deutscher Journalist, Medienwissenschaftler und Hochschullehrer
- Jens Wendland (Synchronsprecher) (* 1975), deutscher Synchronsprecher und Unternehmer
- Johann Christoph Wendland (1755–1828), deutscher Garteninspektor
- Johann Peter Wendland (1730–1801), deutscher Gärtner
- Johannes Wendland (1871–1947), deutscher Geistlicher und Hochschullehrer
- Karsten Wendland (* 1972), deutscher Informatiker
- Katrin Wendland (* 1970), deutsche Mathematikerin
- Manfred Wendland (1942–2016), deutscher Eishockeyspieler
- Matthias Wendland (* 1975), deutscher Jurist
- Mustafa Wendland (* 1992), deutscher Handballtorwart
- Paul Wendland (1864–1915), deutscher Altphilologe
- Ruth Wendland (1913–1977), deutsche Widerstandskämpferin
- Sigurd Wendland (* 1949), deutscher Maler und Grafiker
- Simone Wendland (* 1963), deutsche Politikerin (CDU), MdL Nordrhein-Westfalen
- Sören Wendland (* 1985), deutscher American-Football-Spieler
- Susanne Wendland (* 1977), deutsche Politikerin (Bündnis 90/Die Grünen), MdBB
- Tilman Wendland (* 1969), deutscher Bildhauer
- Ulrich Wendland (1897–1957), deutscher Archivar und Historiker
- Ulrike Wendland (* 1960), deutsche Kunsthistorikerin und Denkmalpflegerin
- Waldemar Wendland (1873–1947), deutscher Komponist
- Walter Wendland (1894–1952), deutscher Kirchenhistoriker
- Winfried Wendland (1903–1998), deutscher Architekt
- Wolfgang Wendland (* 1962), deutscher Musiker, Filmemacher, Politiker und Satiriker
- York Alexander von Wendland (1907–1991), deutscher Diplomat